# Sadock Ndobé
Sadock Stéphane Ndobé (* 9. September 1998) ist ein zentralafrikanischer Fußballspieler. Der Abwehrspieler steht seit 2019 im Kader des zentralafrikanischen Erstligisten AS Tempête Mocaf Bangui und wird seit 2017 regelmäßig in die Nationalmannschaft seines Heimatlandes einberufen. Bis dato (Stand: 4. Januar 2020) kam er jedoch erst in einem einzigen nachweisbaren Länderspiel zum Einsatz.

## Vereinskarriere
Sadock Ndobé wurde am 9. September 1998 geboren. Über die Anfänge seiner Karriere als Fußballspieler ist nichts Näheres bekannt. Als Erwachsener trat er unter anderem für den zentralafrikanischen Erstligisten Anges de Fatima Bangui in Erscheinung. Mit dem Klub aus der zentralafrikanischen Hauptstadt Bangui wurde der Abwehrspieler, der vermehrt als Innenverteidiger eingesetzt wird, in den Spielzeiten 2016/17 und 2018/19 Vizemeister. Im Sommer 2019 wechselte er daraufhin zum Ligakonkurrenten und Stadtrivalen AS Tempête Mocaf Bangui, bei dem er seitdem in der Abwehr aktiv ist (Stand: Januar 2020). Als Meister der höchsten zentralafrikanischen Fußballliga 2019 nahm der Klub im August 2019 an Vorrunde zur CAF Champions League 2019/20 teil, unterlag in dieser jedoch mit einem Gesamtscore von 2:3 dem libyschen Klub al-Nasr. Ob Ndobé zu diesem Zeitpunkt bereits beim Klub war, kann nicht mit Sicherheit bestätigt werden.

## Nationalmannschaftskarriere
Erstmals in der Fußballnationalmannschaft seines Heimatlandes wurde Ndobé am 27. März 2017 in einem freundschaftlichen Länderspiel gegen Gambia eingesetzt. Bei der 1:2-Niederlage wurde er von Trainer Raoul Savoy in der 60. Spielminute für Amorese Dertin aufs Spielfeld geschickt. Der Trainer mit Schweizer und spanischer Staatsangehörigkeit holte ihn in weiterer Folge in den nächsten zwei Jahren seiner Amtszeit zu sämtlichen Freundschaftsspielen und Qualifikationsspielen zum Afrika-Cup 2019 in den Nationalkader, behielt ihn zumeist nur im erweiterten (21- bis 24-Mann-)Kader bzw. ließ ihn uneingesetzt auf der Ersatzbank sitzen. Mit seinem Heimatland belegte er am Ende in der Gruppe H der Qualifikation den dritten Platz hinter der Elfenbeinküste (Zweiter) und Guinea (Erster), womit das Team nicht in die zwischen Juni und Juli 2019 stattfindende Endrunde in Ägypten einzog. Im November 2019 startete die Zentralafrikanische Republik unter dem neuen Trainer François Zahoui, der davor bereits die Geschicke der ivorischen und der nigrischen Nationalmannschaften gelenkt hatte, in die Qualifikation zum Afrika-Cup 2021. Unter dem aus der Elfenbeinküste stammenden Trainer fand Sadock Ndobé bislang noch keine Berücksichtigung.

## Erfolge
- 2× Vizemeister der Central African Republic League: 2016/17 und 2018/19